# Nabas (Aklan)
Nabas é um município de  quarta classe de renda municipal (d) na província Aklan, nas Filipinas. De acordo com o censo de 1 de maio  de  2020 possui uma população de 40 632 pessoas e 9 868 domicílios.